# Бисби
Бисби (на английски: Bisbee) е град в Аризона, Съединени американски щати, административен център на окръг Коучис. Намира се на 130 km югоизточно от Тусон. Основан е през 1880 като миннодобивен център. Населението му е 5192 души (по приблизителна оценка за 2017 г.).
В Бисби е роден писателят Джон Уилямсън (1908 – 2006).